# Centrale de traitement d'air
Pour les articles homonymes, voir CTA.

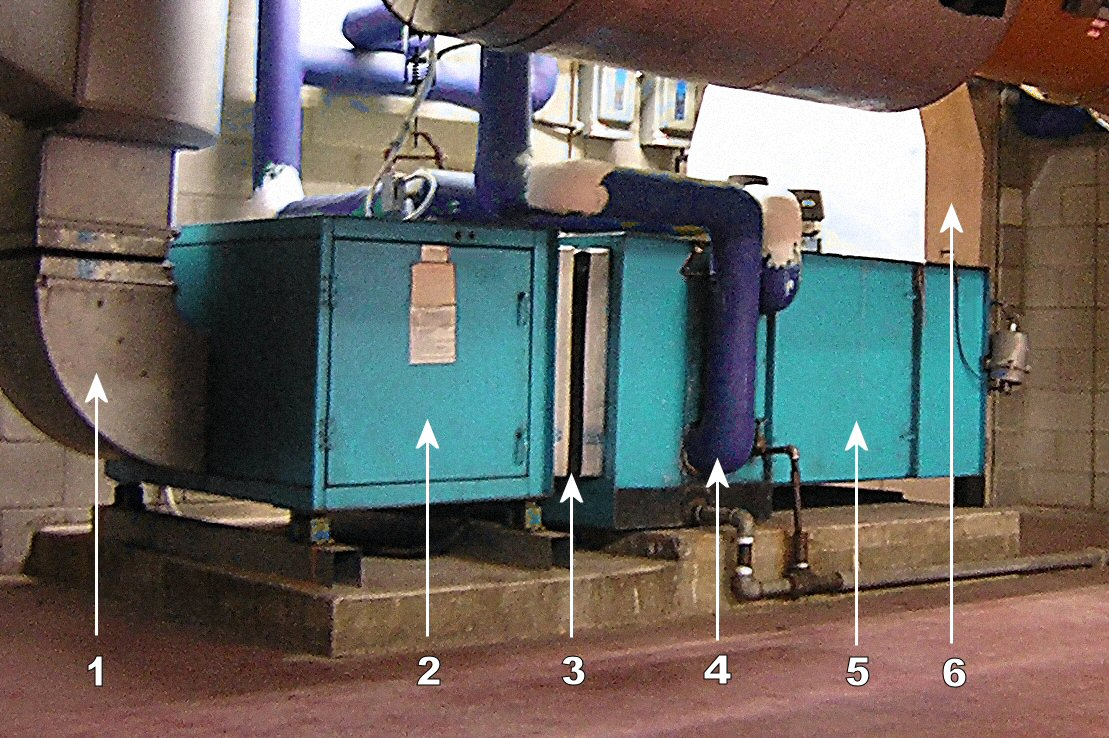
CTA avec six composants désignés :
1- Conduit d'arrivée d'air
2- Compartiment du ventilateur
3- Connecteur flexible
4- Batterie chaude et, ou froide
5- Filtre à air
6- Conduit d'extraction

Une centrale de traitement d'air (abréviation correspondante : CTA) est un organe technique de traitement d'air, système visant à modifier les caractéristiques d'un flux d'air entrant par rapport à une commande. Elle constitue l'un des organes principaux d'un système de CVC (chauffage, ventilation et climatisation).

## Rôle et fonctionnement

### Généralités
Son principe de fonctionnement est de prendre de l'air à traiter (air neuf et ou air recyclé), de lui faire subir un traitement (le chauffer ou le refroidir, le purifier, le déshumidifier...) et de l'insuffler via le réseau de gaines aérauliques dans les locaux ayant un besoin en air traité (principe d'une CTA simple flux).
Dans le cas d'une CTA double flux, en complément de cette première mission, la CTA reprend l'air dans les pièces nécessitant une extraction d'air (généralement vicié), récupère une partie de son énergie thermique dont il dispose et l'expulse hors du bâtiment.

### Spécificités
Une CTA contribue au confort et ou répond à un besoin process spécifique d'un volume cloisonné en assurant les tâches suivantes (non exhaustif)  :
- introduction d'air neuf (en remplacement de l'air dit vicié),
- purification de l'air insufflé (par filtration),
- participation au confort ambiant (intervention sur la chaleur et l'humidité de l'air soufflé),
- atténuation du bruit extérieur / intérieur (l'ouverture des fenêtres n'étant plus nécessaire pour le cas d'une VMC).
- Gestion de pression / dépression dans des locaux.
- Humidification/ déshumidification de l'air
- Capture / traitement de molécules odorantes et ou nocives
- Destruction bactérienne

Certaines CTA comme les VMC double flux disposent de caissons d'échange, qui permettent de récupérer des calories, en utilisant la chaleur de l'air repris pour réchauffer l'air entrant.
Une CTA double flux peut fonctionner selon plusieurs régimes :
- recyclage partiel : une partie de l'air extrait est rejeté et remplacé par de l'air neuf,
- recyclage total : aucun apport d'air neuf, le traitement de l'air (purification, hygrométrie) se fait exclusivement sur l'air ambiant,
- tout air neuf : le débit sortant est égal au débit entrant ; il est alors intéressant de récupérer l'énergie sur l'air extrait au moyen d'un récupérateur sur air vicié.

Les débits et températures sont réglés au moyen de registres et de batteries qui font partie intégrante de ce système. Les CTA récentes sont la plupart du temps régulées par des automates de régulation. Le niveau de purification de l'air est quant à lui défini par le niveau de performance des filtres installés[réf. nécessaire].